# Juraj Jánošík
Juraj Jánošík, pol. Jerzy Janosik, węg. Jánosik György, łac. Georgius Janossik (ur. 25 stycznia lub 25 lutego 1688, zm. 17 lub 18 marca 1713) – tatrzański zbójnik, słowacki bohater narodowy.

## Życiorys
Juraj Jánošík był Słowakiem i pochodził ze wsi Terchová, opodal Żyliny. Znana jest jego prawdopodobna data urodzin: 25 stycznia 1688, gdyż zachowała się metryka jego chrztu z 16 maja 1688. Jego rodzicami byli Martin Jánošík i Anna Cesneková (Cziszniková, Čišniková, Cisniková). Miał braci: Jana, Martina i Adama oraz młodszą siostrę Barborę.
Najprawdopodobniej brał udział w powstaniu antyhabsburskim Franciszka Rakoczego, które wybuchło w 1703 na ziemiach węgierskich. W 1708 wrócił do rodzinnej wsi, aby zająć się gospodarstwem, ale wkrótce potem wstąpił do armii austriackiej. Podczas służby został przydzielony do oddziału stacjonującego w zamku w Bytčy, gdzie więziono groźnych przestępców. Tam poznał niejakiego Tomáša Uhorčíka, który był harnasiem zbójników karpackich. W październiku 1710 Jánošík pomógł mu uciec z więzienia, a w następnym miesiącu sam zdezerterował lub został wykupiony przez ojca z wojska i przystał do jego zbójeckiej bandy. Od tego momentu rozpoczęła się zbójecka działalność Jánošíka, która trwała do wiosny 1713.
W 1711 Tomáš Uhorčík przyjął imię Martin Mravec i odszedł z bandy, a nowym harnasiem został Jánošík. Jánošík ze swoją grupą działał na pograniczu węgiersko-polskim, a ofiarami jego napadów byli głównie kupcy, ale także plebani, posłańcy pocztowi i inne przypadkowe, zamożniejsze osoby. Grabił głównie z myślą o sobie i swoich ludziach, obdarowując okazjonalnie np. dziewczęta z okolicznych wsi różnymi zrabowanymi drobiazgami. Wspierali go niektórzy lokalni notable, z którymi dzielił się łupami, za co oni wyciągali go z tarapatów, np. po pierwszym pojmaniu Jánošíka i osadzeniu go w lochu, wiceżupan komitatu liptowskiego zapewnił mu alibi doprowadzając w ten sposób do jego uwolnienia.
Zimą 1713 Jánošík został pojmany w domu Uhorčíka i osadzony w kasztelu Vranovo we wsi Palúdzka koło Liptowskiego Mikułasza (słow. Liptovský Mikuláš), gdzie 16 i 17 marca tegoż roku odbył się jego proces. Jego przebieg jest znany dzięki zachowanym protokołom. Sąd w składzie: przewodniczący Władysław Okolicsany, oskarżyciel Aleksander Čemnický oraz obrońca Baltazar Palugay ostatecznie skazał Jánošíka na karę śmierci przez powieszenie na haku za lewe żebro. Osią oskarżenia było zabójstwo plebana z Demanicy, do którego Jánošík się nie przyznał, wskazując jako sprawcę swojego kompana.
O Uhorčíku również krążą legendy, niektóre z nich przypisują mu zdradę Jánošíka. Według innych podań Jánošík został zdradzony przez kochankę.

## Kultura
Mimo że historyczna prawda o Juraju Jánošíku jest znana od lat międzywojennych, jego postać jest wciąż przedstawiana w dowolny sposób w folklorze i kulturze. Przykładowo, często podaje się błędnie, że jego najwierniejszym towarzyszem był Jakub Surovec, który w rzeczywistości urodził się dwa lata po jego śmierci.
W drugiej połowie XVIII wieku Juraj Jánošík stał się słowackim bohaterem narodowym. Zaczęto go pozytywnie wiązać z Tatrami. Wówczas popularyzowały się podania, według których działał on poprzez obrabowywanie bogatych ludzi i obdarowywanie biednych. Jego postać w XIX wieku stała się również powszechna w folklorze beskidzkim (świadczą o tym m.in. miejsca nazwane jego imieniem takie, jak np. Jánošíkova skala). Wkrótce fama o Janosiku rozniosła się również na Śląsk, do Margrabstwa Morawskiego, na Węgry oraz Ukrainę.
Na Słowacji był postrzegany na dwa sposoby: jako pospolity bandyta oraz jako szlachetny zbójnik; natomiast w Polsce znana była tylko ta wersja pozytywna. Był uznawany za tatrzańskiego bohatera zarówno w Czechosłowacji, jak i do niedawna w Polsce. Na Podhalu panowało do niedawna przekonanie, że był Polakiem i działał po polskiej stronie gór. Teza ta została upowszechniona przez Kazimierza Przerwy-Tetmajera. Napisał on między innymi epopeję tatrzańską Legenda Tatr, składającą się z dwóch części: Maryna z Hrubego i Janosik Nędza Litmanowski. W podobnym tonie, jako polskiego bohatera, Janka Dziurę, wywodzącego się z uciskanego przez sanację ludu przedstawił go Jalu Kurek w mocno nacechowanej ideologicznie trylogii Janosik, której akcja dzieje się na żywiecczyźnie.
Na podstawie motywów literackich Tetmajera w Polsce, w latach 70., powstał serial telewizyjny w reżyserii Jerzego Passendorfera pt. Janosik, a także wersja pełnometrażowa. Akcja filmu dzieje się w początkach XIX wieku na Podhalu wśród polskiej społeczności i luźno odnosi się do rzeczywistej historii. Mimo to oba obrazy zdobyły dużą popularność w Polsce i bardzo przyczyniły się do rozpowszechnienia w Polsce postaci Janosika. Próbą ukazania prawdy historycznej, wzbogaconej o motywy baśniowe był film Agnieszki Holland i Kasi Adamik Janosik. Prawdziwa historia z 2009.
Zofia Urbanowska na podstawie legendy Andrzeja Stopki napisała baśń pt. Janosik, utwór ten został niedawno wznowiony w zbiorze baśni i legend polskich. Urbanowska wykorzystała w niej motyw, zgodny z tradycją ludową, wedle której Janosik zyskał nadprzyrodzone moce dzięki ciupadze, pasowi i kierpcom.
Pojawił się on w 1944 na słowackim banknocie 500-koronowym, a także w 1947 na 2-koronowej monecie.
Dzień dobrego łotra, obchodzony 26 marca, jest nazywany również dniem Janosika.

### Janosik w filmie
- 1921: Janosik – pierwszy czechosłowacki film pełnometrażowy finansowany z USA; reżyseria: Jaroslav Siakeľ, Jánošík: Theodor Pištěk. – wpisany na Listę Dziedzictwa Światowego UNESCO (UNESCO World Heritage List).
- 1927: Orlę – polski film niemy, który nie zachował się do naszych czasów; reżyseria: Wiktor Biegański, Janosik: Lech Owron. W filmie, którego akcja toczy się w dwudziestoleciu międzywojennym, bohaterowie kontaktują się z duchem Janosika, by odnaleźć skarb ukryty w górach przez zbójców.
- 1935:  Jánošík – film czechosłowacki; reżyseria: Martin Frič, Jánošík: Paľo Bielik.
- 1954: Janosik – pierwszy polski film animowany; reżyseria: Włodzimierz Haupe i Halina Bielińska.
- 1963: Janosik – dwuczęściowy film czechosłowacki; reżyseria: Paľo Bielik, Jánošík: František Kuchta. Najbardziej kasowy film w historii słowackiej kinematografii[22].
- 1974: Janosik – polski 13-odcinkowy serial TV; reżyseria: Jerzy Passendorfer, Janosik: Marek Perepeczko. Akcję serialu ulokowano na początku XIX wieku. Serial utworzony na podstawie polskich legend tatrzańskich; w serialu pojawia się również kwestia, z której wynika, że główny bohater nie jest legendarnym Janosikiem, a tylko nazywany jest jego imieniem.
- 1974: Janosik – film polski; reżyseria: Jerzy Passendorfer, Janosik: Marek Perepeczko. Film jest kinową wersją serialu telewizyjnego.
- 1976: Zbojník Jurko – czechosłowacki film animowany; reżyseria: Viktor Kubal.
- 1991–1993, 2010–2011: Zbojník Jurošík – czechosłowacki, a następnie słowacki 50-odcinkowy serial animowany; reżyseria: Jaroslav Baran, Janosik: Stano Dančiak.
- 2000: Ferdosik – 56. odcinek polskiego sitcomu Świata według Kiepskich; reżyseria: Okil Khamidov. Parodia Janosika z 1974 roku, gdzie Ferdek pod wpływem przeterminowanego oscypka myśli, że on i jego otoczenie są zbójnikami w dawnych Karpatach[23].
- 2009: Janosik. Prawdziwa historia / Pravdivá história o Jurajovi Jánošíkovi a Tomášovi Uhorčíkovi – film słowacko-polsko-czeski; reżyseria: Agnieszka Holland i Kasia Adamik, Janosik: Václav Jiráček.
- 2011: Janosik. Prawdziwa historia / Pravdivá história o Jurajovi Jánošíkovi a Tomášovi Uhorčíkovi – serial słowacko-polsko-czeski; reżyseria: Agnieszka Holland i Kasia Adamik, Janosik: Václav Jiráček. Serial jest rozszerzoną wersją filmu kinowego.
- 2013: Janosik – polsko-słowacki serial animowany dla dzieci z 2013 roku. Janosik: Adrian Perdjon.
- Po stopách Jánošíka – pierwszy dokumentalny film o Juraju Jánošíku, który nie został jeszcze zrealizowany[24].